# Interdizione aerea

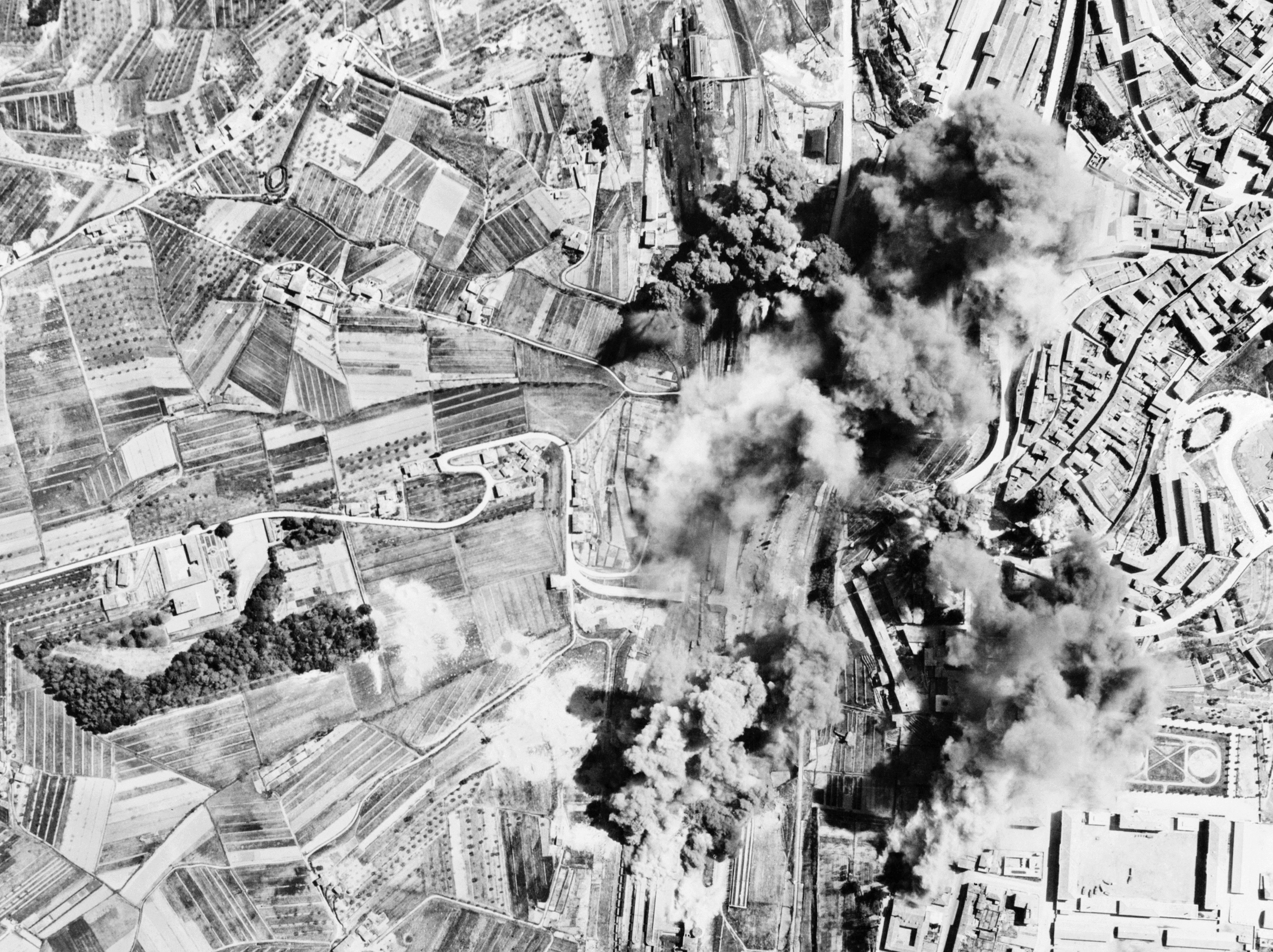
Bombardamento aereo di cantieri ferroviari nazisti a Siena durante l'Operazione Strangle.

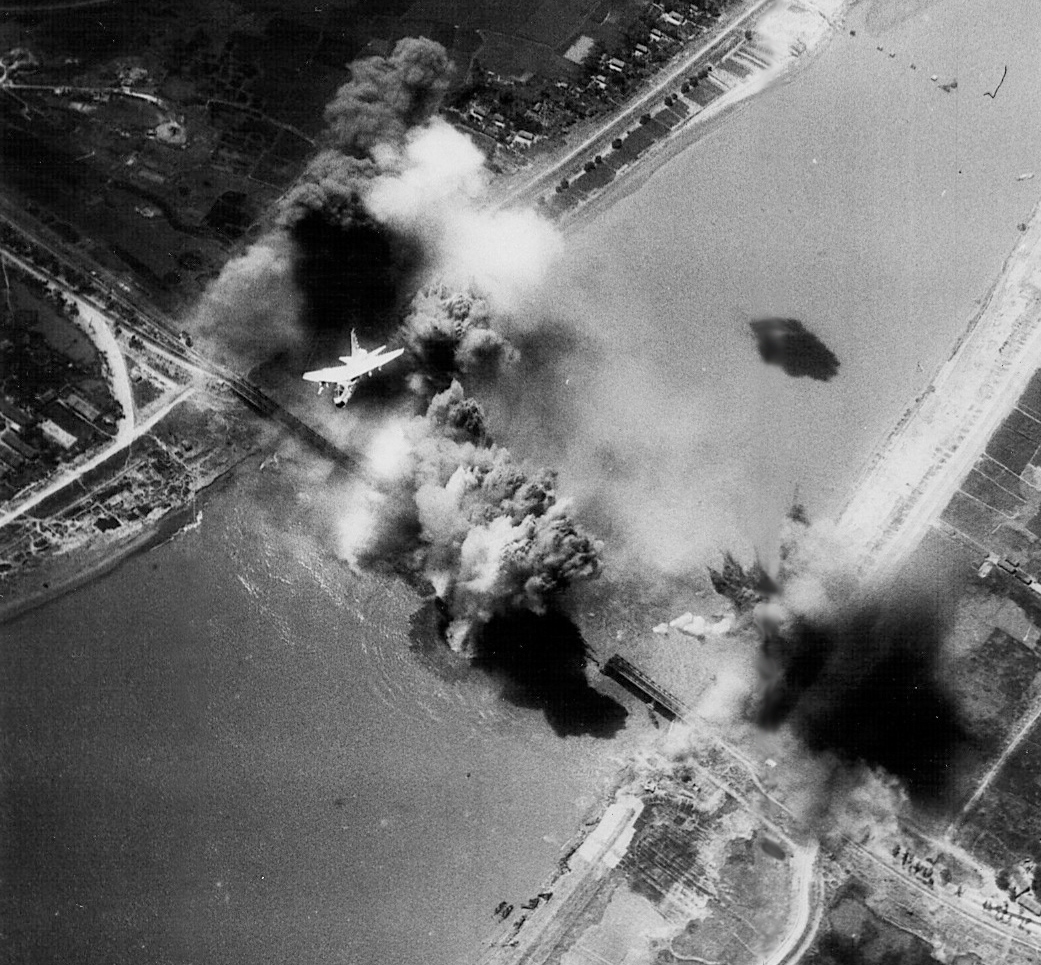
Un A-7E della US Navy bombarda il ponte Hải Dương nel Vietnam del Nord nel 1972.

L'interdizione aerea (in inglese air interdicton, AI, o deep air support, DAS) è l'uso di attacchi aerei preventivi contro obiettivi nemici da parte di una aviazione militare, che non costituiscono una minaccia immediata, per ritardare, disturbare o ostacolare il coinvolgimento nemico contro forze amiche. È una capacità fondamentale di praticamente tutte le forze aeree militari ed è stata condotta in conflitti fin dalla prima guerra mondiale.

## Definizione
La definizione del DOD di "interdizione aerea" è:
(DOD, DOD Dictionary of Military and Associated Terms)
Una distinzione è spesso fatta tra l'interdizione aerea tattica e strategica, a seconda degli obiettivi dell'operazione. Gli obiettivi tipici dell'interdizione tattica sono destinati a influenzare gli eventi rapidamente e localmente, ad esempio attraverso la distruzione diretta di forze o materiali in rotta verso l'area di battaglia attiva. Mentre gli obiettivi strategici sono spesso più ampi e più a lungo termine, con attacchi meno diretti alle capacità di combattimento del nemico, concentrandosi invece sulle infrastrutture, la logistica e altri asset di supporto del nemico.
Il termine inglese deep air support fa riferimento al close air support (CAS) e indica la differenza tra i rispettivi obiettivi. Il supporto aereo ravvicinato, come il nome suggerisce, è diretto verso obiettivi vicini alle unità terrestri amiche, come attacchi aerei strettamente coordinati, a sostegno diretto dell'impegno attivo contro il nemico. Il supporto aereo profondo – o interdizione aerea – è effettuata più lontano dalla zona di combattimento attivo, basandosi più sulla pianificazione strategica e meno sul coordinamento diretto con le unità di terra. Pur essendo più strategica del supporto aereo ravvicinato, l'interdizione aerea non dovrebbe essere confusa con il bombardamento strategico, che non è correlato alle operazioni a terra.

## Storia
Con l'interdizione aerea nella prima guerra mondiale, l'obiettivo era quello di isolare il campo di battaglia mitragliando e bombardando le linee di alimentazione nemiche. Gli obiettivi preferiti erano quindi linee ferroviarie, ponti e convogli di autocarri. A causa degli aeromobili e delle tecnologie delle armi ancora agli albori, ma anche della dottrina e delle tattiche aeree ancora non sufficientemente sviluppate, le missioni di interdizione aerea durante la prima guerra mondiale furono di limitata utilità.
Il potenziale dell'interdizione è stato più chiaramente inquadrato e durante la seconda guerra mondiale fu una delle principali missioni delle forze aeree. Anche se le operazioni di interdizione aerea sono state condotte in tutti i teatri, le più analizzate, in particolare in lingua inglese, sono state quelle degli Stati Uniti e del Regno Unito contro l'Asse. In particolare, gli alleati hanno effettuati importanti sforzi di interdizione aerea nelle campagne in Nordafrica, Italia e Normandia. I territori di queste tre campagne erano notevolmente diversi in termini di meteo, terreno, infrastrutture di approvvigionamento e di trasporto del nemico e disponibilità di intelligence nei confronti del nemico. Come conseguenza di queste differenze, anche i risultati dell'interdizione aerea variarono. Il maggior successo è stato nel terreno desertico dell'Africa settentrionale, dove le forze dell'Asse usavano anche massivamente convogli navali vulnerabili e visibili sul mar Mediterraneo. La campagna italiana, al contrario, è stata caratterizzata da un terreno montuoso, da cattive condizioni meteorologiche e dalle corte linee di approvvigionamento tedesco. I diversi risultati di queste due campagne hanno insegnato a pianificatori delle missioni di interdizione diverse lezioni.
L'interdizione aerea ha continuato a svolgere un ruolo importante nei conflitti dopo la seconda guerra mondiale. Essa è stata ampiamente utilizzata nei conflitti moderni come la Corea, il Vietnam, l'Iraq, nel bombardamento NATO della a Repubblica Federale di Jugoslavia del 1999, nonché nelle guerre tra Israele e gli Stati arabi in medio oriente. Ancora una volta le diverse condizioni locali e le restrizioni politiche hanno avuto un enorme effetto su come l'interdizione aerea è stata condotta e suo il grado di successo. In Vietnam, per esempio, la campagna di interdizione strategica nota come Rolling Thunder (1965-1968) è stata in gran parte senza successo. Il denso terreno della giungla, la scarsa conoscenza dei movimenti nemici e le restrizioni politiche sugli obiettivi colpiti hanno reso gli sforzi di interdizione largamente inutili. Il flusso di forniture e rinforzi provenienti dal Vietnam del Nord verso le loro unità nel Vietnam del Sud non è stato gravemente intaccato. Al contrario, gli sforzi di interdizione della coalizione durante la guerra del Golfo del 1991 hanno avuto un grande successo nell'isolare le unità irachene di prima linea dalle loro basi sulle retrovie. L'Intelligence, in gran parte derivata da satelliti o aerei, ha dato un quadro insolitamente chiaro alle posizioni nemiche e il terreno aperto del deserto ha facilitato le operazioni di interdizione.
Gli obiettivi tipici delle operazioni di interdizione aerea sono quindi le linee di comunicazione e le infrastrutture di trasporto: strade, ferrovie, ponti, porti, aeroporti.
Alcune operazioni di interdizione aerea sono state: Strangle (1943-'44), quelle in preparazione dello sbarco in Normandia (1944), Rolling Thunder (1965-'68), quelle contro il sentiero di Ho Chi Minh (1965-'72), Linebacker (1972), Desert Storm (1991), Allied Force (1999), Odyssey Dawn (2011) e Inherent Resolve (2014-in corso).

## Reparti
I reparti di difesa aerea sono tutti quegli Enti, Gruppi Radar e Squadriglie dell'aviazione militare che concorrono alla salvaguardia dello Spazio Aereo Nazionale.